# Peter Mokaba Stadium
Il Peter Mokaba Stadium è uno stadio calcistico di Polokwane, in Sudafrica. È stato progettato appositamente per il Campionato mondiale di calcio 2010.
Questo stadio è stato completato nella prima metà del 2010 e ha a disposizione 41 733 posti a sedere.

## Campionato mondiale di calcio 2010
Lo stadio è uno degli impianti che hanno ospitato il Campionato mondiale di calcio 2010. Di seguito sono elencate le gare che sono state disputate durante la rassegna mondiale 2010:
| Data           | Ora (CET) | Squadra #1 | Ris. | Squadra #2    | Fase del torneo | Spettatori |
| -------------- | --------- | ---------- | ---- | ------------- | --------------- | ---------- |
| 13 giugno 2010 | 13:30     | Algeria    | 0-1  | Slovenia      | Girone C        | 30.325     |
| 17 giugno 2010 | 20:30     | Francia    | 0-2  | Messico       | Girone A        | 35.370     |
| 22 giugno 2010 | 20:30     | Grecia     | 0-2  | Argentina     | Girone B        | 39.116     |
| 24 giugno 2010 | 16:00     | Paraguay   | 0-0  | Nuova Zelanda | Girone F        | 34.850     |